# Robert el Fort
Robert el Fort (nascut entre 815 i 830, mort el 2 de juliol del 866 a la batalla de Brissarthe, (Maine i Loira) fou un membre important de l'aristocràcia franca, procedent de la família dels robertins, avantpassats de la Dinastia Capet.
Va ser marquès de Nèustria, Comte de Tours i d'Anjou. El rei Carles II el Calb el va designar el 853 missus dominicus per a aquestes regions.
Havent pres part el 858 a una revolta contra Carles II el Calb, es va sotmetre el 861 i va rebre la marca de Nèustria, la regió entre el Sena i el Loira. Es va destacar llavors en la lluita contra els bretons i els normands.

## Origen
Robert el Fort fou molt probablement fill de Robert III d'Hesbaye († abans del 834), comte de Worms i d'Oberrheingau, i de Waldrada, germana d'Odó d'Orleans († 834).
Durant un col·loqui científic celebrat a Angers el 1987 en ocasió del mil·lenari capetià, l'historiador Karl Ferdinand Werner va confirmar, l'origen renà de Robert el Fort recolzant-se en el testimoniatge de Reginó de Prüm. Amb un objectiu polèmic, certs autors escamparen la llegenda segons la qual Hug Capet no seria el descendent de Robert el Fort sinó d'un carnisser com a Dante a la Divina Comèdia. Aquesta idea fou represa per exemple en la Història de França contada a Juliette de Jean Duché, però aquesta vegada aplicada al mateix Robert el Fort. Els robertins són presentats com procedents d'una família il·lustre de la qual certs membres han estat servidors del regne i de l'Església des de la fi de l'època merovíngia, com Robert, canceller de Clotari III.
L'origen familiar de Robert el Fort ha estat molt de temps desconegut i diverses conjectures han pogut ser formulades. Al segle xx, dels treballs de diversos historiadors com Karl Glöckner o Karl Ferdinand Werner confirmats per Christian Settipani han permès retirar un cert nombre d'hipòtesis i de quasicerteses sobre la història i la genealogia de Robert el Fort. Els seus avantpassats formarien un grup familiar constituït de servidors dels darrers merovingis a Nèustria com Robert, referendari de Dagobert I, i després de magnats propers als primers carolingis a Austràsia com Robert I comte d'Hesbaye i de Worms mort el 764.

## Un Gran del regne

### Suport a Carles II el Calb i obtenció dels comtats de Tours i Angers
Robert el Fort és citat des de 836, any en el transcurs del qual va sortir de la regió del Rin mitjà però sense portar cap títol.
En el moment de les lluites de poder entre els fills de Lluís I el Pietós, va prendre partit per Carles II el Calb, que era el gendre d'Odó d'Orleans i, per tant, l'espòs de la seva probable cosina germana. Va haver d'abandonar les seves terres, incorporades al regne de Lotari I, per refugiar-se a l'Oest, amb la seva família maternal.
El 852, Carles II el Calb el va nomenar abat laic de Marmoutier (a Tours); després l'any següent missi dominici de diversos comtats de Nèustria, sobretot a les regions de Tours i d'Angers.
Karl Ferdinand Werner explica l'èxit de la seva implantació a la regió del Loira per les relacions familiars, que el vinculaven al clan animat pel Adalard el Senescal i a dos grups de parents de l'oest:
- Els comtes Geroldians (procedents de Gerold I de Vintzgau) instal·lats a Blois, Châteaudun i Angers.
- La dinastia Widònida (o Guidònida) basats a la marca de Bretanya.

### Revolta contra Carles II i obtenció del marquesat de Nèustria
El 856, Carles II el Calb instal·la el seu fill Lluís II de França al capdavant d'un «ducat del Mans», territori que correspon a la marca de Nèustria. Robert no és mencionat ni en aquesta ocasió, ni a partir de novembre del 853 i durant el transcurs de l'any 854 quan els normands pugen el Loira per saquejar Angers, Tours o Blois; potser en aquesta època havia perdut els seus càrrecs. Se'l retroba el 858 al costat de Lluís el Germànic, contra Carles i el seu fill. No es va sotmetre fins al 861, a canvi del marquesat de Nèustria.

### Lluita contra els víkings
El 862, 864 i 865, Robert es destaca en la lluita contra les ofensives dels víkings que havien establert bases a la desembocadura del Riu Loira (853) i del Sena (856) sota la direcció del seu cap Hasting.
Robert va defensar amb èxit la costa nord contra una invasió víking i en 862 Carles va concedir al seu fill Lluís el Tartamut l'abadiat laic de Sant Martí de Tours, un benefici digne però petit en comparació amb el regne que havia rebut el 856 i perdut el 858. El jove Lluís es va rebel·lar i es aliar amb Salomó de Bretanya que li va proveir de tropes per lluitar contra Robert, i en 862, quan dues flotes víkings van confluir a Bretanya, una obligada a sortir del Sena per Carles el Calb i l'altre de retorn d'una expedició al Mediterrani. Salomó va contractar la flota mediterrània per assolar la vall del Loira a Neustria. Robert va capturar dotze dels seus vaixells, matant a tots a bord excepte uns quants que van fugir i després va contractar els antics víkings del Sena per atacar el regne de Salomó per evitar que s'hi aliessin i mantenir els víkings fora de Nústria. La pau entre francs i víkings no van durar gaire, doncs el 863 Salomó va fer les paus, i els víkings van assolar Nústria. Carles ara va nomenar Robert abat de Sant Martí de Tours.
Robert va lluitar amb Pipí II en els seus últims anys. El 863 va tornar a defensar Autun de Lluís l'alemany i va fer campanya a Nèustria el 865 contra bretons i víkings als voltants de Le Mans. Bernat Plantapilosa, no acceptant abandonar el seu heretatge paternal, va anar a atacar a Robert el Fort que va haver d'abandonar Autun, però a la mort de Robert el juliol de 866 a la batalla de Brissarthe combatent amb altres comtes, als víkings que baixaven el riu Sarthe després d'haver saquejat Le Mans, es va reconciliar amb Carles II el Calb, qui a més a més de ratificar-li el marquesat de Nèustria, li va atorgar l'abadia Saint-Martin de Tours, abadia prestigiosa que tenia l'avantatge de posar a disposició de Robert una mensa abacial permetent-li dotar nombrosos vassalls.

## Matrimoni i fills
L'esposa de Robert el Fort no és esmentada en cap font contemporània. Diverses hipòtesis han estat mencionades en aquest sentit.
- La primera hipòtesi, la de manera més generalment admesa, és de considerar que Robert el Fort fou el segon marit d'Adelaida d'Alsàcia.[19] Adelaida d'Alsace, coneguda també sota el nom d'Adelaida de Tours (vers 805 - † després del 866), era la filla d'Hug III de Tours i de l'Alta Alsàcia i s'havia casat vers el 839 amb Conrad I de Borgonya,[20] però res assegura que Adeaida s'hagués casat de nou després de la mort de Conrad i aquesta hipòtesi presenta a més febleses cronològiques.

- La segona hipòtesi proposa que Robert el Fort s'hauria casat amb una filla d'Adelaida d'Alsàcia i de Conrad I. Aquesta hipòtesi descansa sobre una interpolació de la crònica de Sant Benigne de Dijon, datant del segle xii.[21] La transmissió del nom Hugues als robertins i el fet que Hug l'Abat, fill d'Adelaida i de Conrad, succeeix a Robert el Fort reforcen la hipòtesi que l'esposa de Robert el Fort sigui una propera parenta d'Adelaida.

- La tercera proposició, avançada per l'historiador alemany Karl Ferdinand Werner, fa d'aquesta esposa una filla d'Odó d'Orleans (vers 790 - † 834). Però si hi ha en efecte un parentiu entre Eudes d'Orléans i Robert el Fort, és probablement per Waldrada, la mare de Robert el Fort, que seria germana d'Eudes d'Orléans.

Al segle xiii Albéric de Trois-Fontaines va atribuir a Robert una esposa anomenada Regina, concubina de Carlemany. A més a més de la impossibilitat cronològica d'aquesta afirmació, sembla que aquesta resulta d'una confusió entre Hug l'Abat, fill de Conrat i gendre de Robert el Fort, i Hug l'Abat, fill de Carlemany i de Regina.
En tot cas Robert el Fort va ser el pare de dos fills que van ser reis de França:
- Odó. El nom Eudes/Odó era el de l'oncle maternal de Robert el Fort, Odó d'Orleans (nascut després de 852, mort el 3 de gener de 898);

- Robert (nascut vers el 860, mort el 15 de juny de 923), avi d'Hugues Capet i, per tant, l'avantpassat de tota la descendència capetiana.